# 锁簧镇
锁簧镇，是中华人民共和国山西省阳泉市平定县下辖的一个乡镇级行政单位。

## 行政区划
锁簧镇下辖以下地区：
东锁簧村、前锁簧村、马家锁簧村、西白岸村、前梨林头村、里梨林头村、北庄村、魏家庄窝村、朝阳堡村、官道沟村、谷头村、东白岸村、立壁村、陈家庄村、西峪村、上马坊村、下马坊村、麻巷村和泉水头村。